# Oki Satoru
Satoru Oki (sinh ngày 8 tháng 12 năm 1992) là một cầu thủ bóng đá người Nhật Bản.

## Sự nghiệp câu lạc bộ
Satoru Oki đã từng chơi cho Tokyo Verdy.